# 오스트레일리아물쥐
오스트레일리아물쥐 또는 라칼리(Hydromys chrysogaster)는 쥐과에 속하는 설치류의 일종이다. 오스트레일리아 토착종으로 1804년에 처음 기술되었다. 호주 원주민이 부르던 이름 "라칼리"(Rakali)를 이름을 변경한 이유는 "환경 오스트레일리아"에 대한 대중의 긍정적인 태도를 촉진하기 위한 의도가 있다. 물쥐속 중에서 오스트레일리아를 넘어 파푸아뉴기니와 인도네시아 서파푸아에도 분포하는 종이다. 반수생 및 야행성 생활이라는 독특한 생태적 지위를 개척하여 효과적으로 적응하고 살아남았다. 강가와 호수, 강어귀의 언덕에 굴을 파고 생활하며, 수생 곤충과 물고기, 갑각류, 연체동물, 달팽이, 개구리, 새 알, 물새 등을 먹는다. 라칼리의 몸 길이는 231~370mm이고, 몸무게는 340~1275g, 두꺼운 꼬리 길이는 약 242~345mm이다. 암컷은 수컷보다 일반적으로 작지만 꼬리 길이는 거의 같다. 특히 뒷발에 물갈퀴가 있으며, 방수가 되는 털과 편평한 머리, 많은 수염, 길고 뭉툭한 코, 작은 귀와 눈을 갖고 있다.